# Тонто Бејсин (Аризона)
Тонто Бејсин (енгл. Tonto Basin) насељено је место без административног статуса у америчкој савезној држави Аризона.

## Демографија
По попису из 2010. године број становника је 1.424, што је 584 (69,5%) становника више него 2000. године.
| Група             | 2000.       | 2010.         |
| Белци             | 800 (95,2%) | 1.330 (93,4%) |
| Афроамериканци    | 0 (0,0%)    | 7 (0,5%)      |
| Азијати           | 0 (0,0%)    | 3 (0,2%)      |
| Хиспаноамериканци | 17 (2,0%)   | 68 (4,8%)     |
| Укупно            | 840         | 1.424         |